# Eusebio Estada

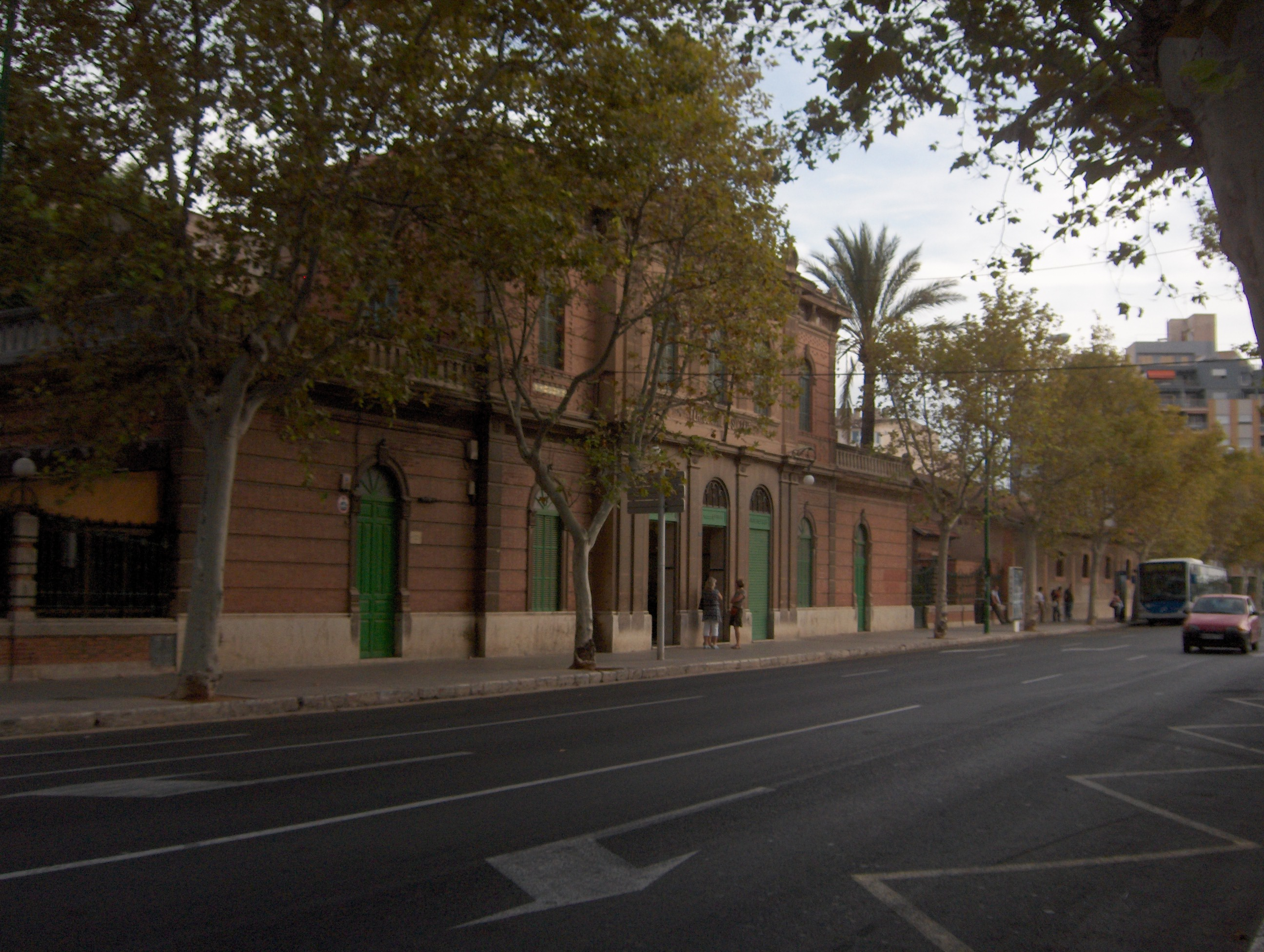
Calle Eusebio Estada en Palma de Mallorca. Al fondo, la estación del Ferrocarril de Sóller.

Eusebio Estada Sureda (Palma de Mallorca, Islas Baleares, 1843 - ibídem, marzo de 1917) fue un ingeniero de Caminos, Canales y Puertos español, principal impulsor del uso del ferrocarril en la isla de Mallorca.
Acabó la carrera en 1868 y tres años más tarde, en 1871, publicó un estudio demostrando la posibilidad económica de construir un ferrocarril de Palma de Mallorca a la localidad de Inca, que dio como resultado la creación de la Sociedad del Ferrocarril de Mallorca, con capital mallorquín, de la cual fue ingeniero vitalicio. Bajo su dirección se construyó la línea hasta Inca (1873-1875) y las respectivas prolongaciones hasta La Puebla (1878), Manacor (1879), Felanich (1897) y Santañí (aprobada en 1913 e inaugurada en 1917). Como jefe de obras públicas, cargo que ejerció hasta 1907, mejoró la red de carreteras y construyó nuevas, entre las que destaca la de Inca al Monasterio de Lluch (1888-1893), actualmente denominada Ma-2130. 
Pero su actuación pública más destacada fue la publicación del libro La ciudad de Palma. Su industria, sus fortificaciones, sus condiciones sanitarias y su ensanche (1885), que sintetizó de forma brillante y técnica las aspiraciones, manifestadas para la ciudad desde 1865, de salir del recinto de las murallas y romper la prohibición de las zonas polémicas, que impedían la edificación a menos de 1250 m. Demostró la inutilidad estratégica de las murallas, la excesiva densidad de población de una buena parte de la ciudad y sus deplorables condiciones sanitarias, y consiguió movilizar a la opinión pública hasta obtener la demolición de las murallas, iniciada en 1902, que muy pocos intentaron evitar.
En Palma de Mallorca una calle lleva su nombre. La Calle Eusebio Estada, que está situada entre la Plaza de España (donde se encuentra la estación intermodal de la que parten los trenes hacia Inca, Manacor y La Puebla) y la estación del Ferrocarril de Sóller.